# Tipula melanotis
Tipula melanotis är en tvåvingeart som beskrevs av Alexander 1948. Tipula melanotis ingår i släktet Tipula och familjen storharkrankar. Inga underarter finns listade i Catalogue of Life.